# Michael Francino
Michael Francino ist ein kanadischer Beamter und Mitarbeiter der Vereinten Nationen.

## Werdegang
Seine Ausbildung erhielt Francino im Vereinigten Königreich. Von 1967 bis 1996 arbeitete er in Kanada in leitenden Positionen beim Statistischen Amt, dem Finanzministerium und dem Finanzamt. Von März 2000 bis September 2001 war Francino für die Vereinten Nationen in Osttimor tätig. In der ersten Übergangsregierung unter der Übergangsverwaltung der Vereinten Nationen für Osttimor (UNTAET) war er ab Juli 2000 Finanzminister und verantwortlich für die Haushalte von 2000/2001 und 2001/2002. Zusätzlich war Francino der Chef der zentralen Finanzbehörde.
2003 war Francino Berater im Finanzministerium von Afghanistan.